# 愛よ甦れ
「愛よ甦れ」（あいよ よみがえれ）は、1978年2月21日に発売された野口五郎の26枚目のシングルである。

## 収録曲
- 全曲作詞：藤公之介／作曲：平尾昌晃／編曲：船山基紀

1. 愛よ甦れ
2. ドラマ